# Timonius ternifolius
Timonius ternifolius är en måreväxtart som först beskrevs av Friedrich Gottlieb Bartling och Dc., och fick sitt nu gällande namn av Fern.-vill.. Timonius ternifolius ingår i släktet Timonius och familjen måreväxter.
Artens utbredningsområde är Filippinerna. Inga underarter finns listade i Catalogue of Life.